# جمیل رستمی
جمیل رستمی (زادهٔ ۱۸ اردیبهشت ۱۳۵۰ در سنندج) کارگردان، نویسنده و تهیه‌کنندهٔ فیلم ایرانی است که فیلم «مرثیه برف» وی به همراه اثر دیگرش، فیلم تاریخی و فاخر «ژانی گه‌ل» هر دو به نمایندگی از سینمای کشور عراق به آکادمی اسکار معرفی شده‌اند و در کنار دیگر آثار این کارگردان حضور موفقیت‌آمیزی در دیگر فستیوال‌های بین‌المللی داشته‌اند.
سیمرغ بلورین بهترین کارگردانی برای فیلم «مرثیه برف» در بخش مسابقه سینمای آسیا در ۲۳مین دوره جشنواره فجر از جمله جوایز این کارگردان است.
در کارنامه سینمایی جمیل رستمی کارگردانی فیلم‌های سینمایی «چشم» با حضور بازیگران مطرح سینمای ایران؛ مهدی احمدی، لادن مستوفی، افسانه پاکرو و سیاوش چراغی پور و فیلم سینمایی «بی‌تار» با شرکت مهدی پاکدل، مهیا دهقانی و جمعی از بازیگران کردستان عراق و ایران وجود دارد.
تنها فیلم کوتاه وی «دردسر پسر بودن» که موفق به دریافت ۲۴ جایزه داخلی و خارجی شده است، جزء موفق ترین فیلم های کوتاه سینمای ایران محسوب می شود.
جمیل رستمی از مهمترین افراد تأثیرگذار بر هنر سینما در مناطق کردنشین و  فیلم‌های این هنرمند به‌خصوص فیلم‌های «دردسر پسر بودن» و «مرثیه برف» او موجی از علاقه به هنر سینما و فیلم‌سازی را در میان جوانان به راه انداخت که موجب ورود نسلی تازه از فیلم‌سازان جوان به این عرصه شد. این تاثیر بعدها با تأسیس دفتر سینمایی "سولی فیلم" و حمايت از فیلم‌سازی فیلم‌سازان جوان، ادامه یافت.

## زندگی
رستمی فعالیت سینمایی خود را در ١۶ سالگی آغاز کرده و سال‌ها در سمت برنامه‌ریز، دستیار کارگردان و فیلمبردار با سینماگرانی چون عباس کیارستمی، مازیار پرتو، ایرج قادری، نعمت حقیقی، عظیم جوانروح و... همکاری داشته است. همچنین در تیتراژ آثار او اسامی عوامل فنی نامداری چون محمود کلاری، نادر معصومی، مرتضی پورصمدی، جهانگیر میرشکاری، فریبرز لاچینی، کارن همایون فر، بهزاد عبدی و... به چشم می‌خورد. علاوه بر این بسیاری از بهترین‌های سینمای امروز کردستان زمانی با او در فیلم‌هایش همکاری داشته‌اند و از این رو موفق شده است چندین چهره مطرح را به‌عنوان بازیگر و یا عوامل و نیروهای پشت صحنه به سینمای حرفه‌ای معرفی نماید.
رستمی در سال ١٣۸۴ به دعوت هیرو ابراهیم احمد (بانوی اول وقت عراق / همسر جلال طالبانی رئیس جمهور وقت عراق)، دختر ابراهیم احمد نویسنده رمان "ژانی گه‌ل" برای تهیه و کارگردانی فیلمی تاریخی و فاخر بر اساس این رمان نامدار به کردستان عراق دعوت شد و با مشارکت جمعی از بهترین بازیگران و هنرمندان کردستان اثری ماندگار را بر اساس رمان مشهور ابراهیم احمد به تصویر کشید که تا به امروز هم در میان فیلم‌های تاریخی و اقتباسی نمونه‌ای بی‌نظیر و مثال زدنی به شمار می‌رود.
ابتدا قرار بر این بود که ماهسون قرمزی گل خواننده و بازیگر کردتبار ترکیه نقش اصلی ژانی گه‌ل را ایفا کند که به علت تفاوت لهجه وی با ماهیت داستانی رمان، رستمی از بازیگری ناشناخته به نام نزار سلامی در نقش اصلی استفاده کرد که بعد از این فیلم به شهرت رسید.
رستمی که مدتی در سمت ریاست‌ انجمن صنفی برنامه‌ریزان و دستیاران کارگردان سینمای ایران نیز فعالیت داشته است، ارتباط نزدیکی با دست‌اندرکاران سینمای ایران و همچنین اندیشمندان و مشاهير ایرانی و کرد دارد. او همواره در فیلم‌هایش شناخت و تعلق خاطر خود به فرهنگ و هنر سرزمینش را نشان داده و با تسلط خاصی که بر ادبیات، کارگردانی، فیلمبرداری و مسائل فنی فیلم و همچنین معماری و هنر موسیقی دارد، توانسته آثاری منسجم و قابل توجه از هر نظر بسازد که هم مورد توجه تماشاگران و مردم و هم مورد تأیید منتقدان و اهل فن قرار گرفته‌اند.
از دیگر فعالیت‌های مهم جمیل رستمی می‌توان به تشکیل کمیته اسکار برای اولین بار در کشور عراق اشاره کرد که با توجه به شرایط بعد از جنگ و مشکلات مختلف حاکم بر این کشور در آن سالها خود اقدام بسیار مهمی در حوزه فرهنگ و هنر به شمار می‌آید. همچنین تأسیس دفتر فیلم‌سازی "سولی فیلم" و "انستیتوی که‌له‌پووری کورد" (میراث کُرد) و مشاوره در تهیه و کارگردانی فیلم‌های دیگر و برگزاری ورکشاپ‌ها و دوره‌های آموزشی فیلم‌سازی و نیز داوری جشنواره‌های فیلم متعدد از دیگر کارهای جمیل رستمی در زمینه فیلم‌سازی و سینما است.

## فعالیت‌های حرفه ای

### کارگردانی
- بی‌تار (۱۳۹۸)
- چشم (۱۳۸۹)
- ژانی گه‌ل (۱۳۸۵)
- مرثیه برف (۱۳۸۳)

### برنامه‌ریز
- شهرت (۱۳۷۹)
- پنجه در خاک (۱۳۷۶)
- ابراهیم (۱۳۷۵)

### دستیار کارگردان
- شهرت (۱۳۷۹)
- پنجه در خاک (۱۳۷۶)
- ابراهیم (۱۳۷۵)
- سایه‌به‌سایه (۱۳۷۴)

### گروه فنی فیلمبرداری
- آدم‌برفی (۱۳۷۳)
- آخرین خون (۱۳۷۲)
- ترانزیت (۱۳۷۲)
- روز فرشته (۱۳۷۲)
- علی و غول جنگل (۱۳۶۹)
- پاتال و آرزوهای کوچک (۱۳۶۸)

### مشاور کارگردان
تنبل قهرمان (۱۳۸۰)